# 塔爾科萊斯河

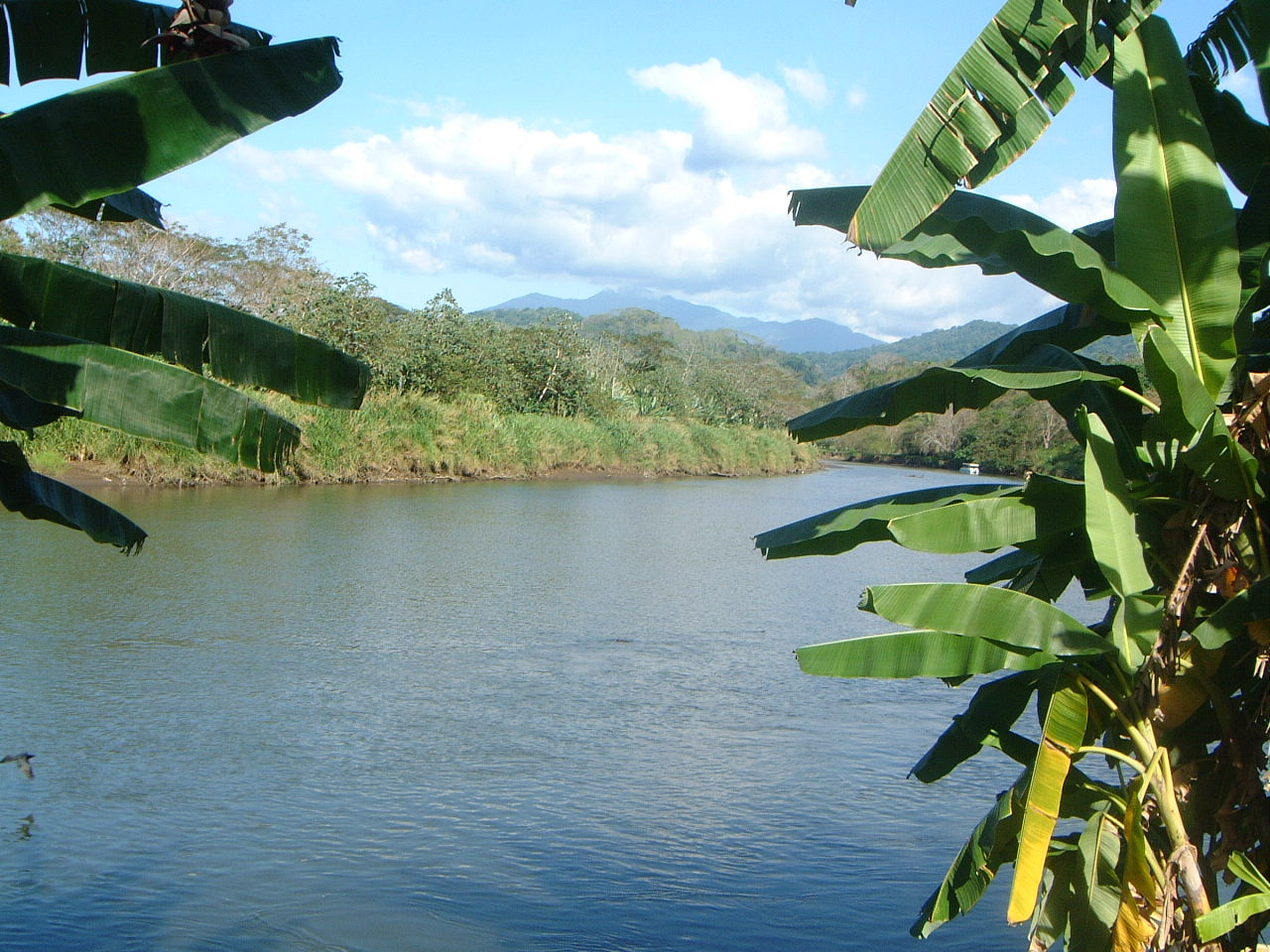

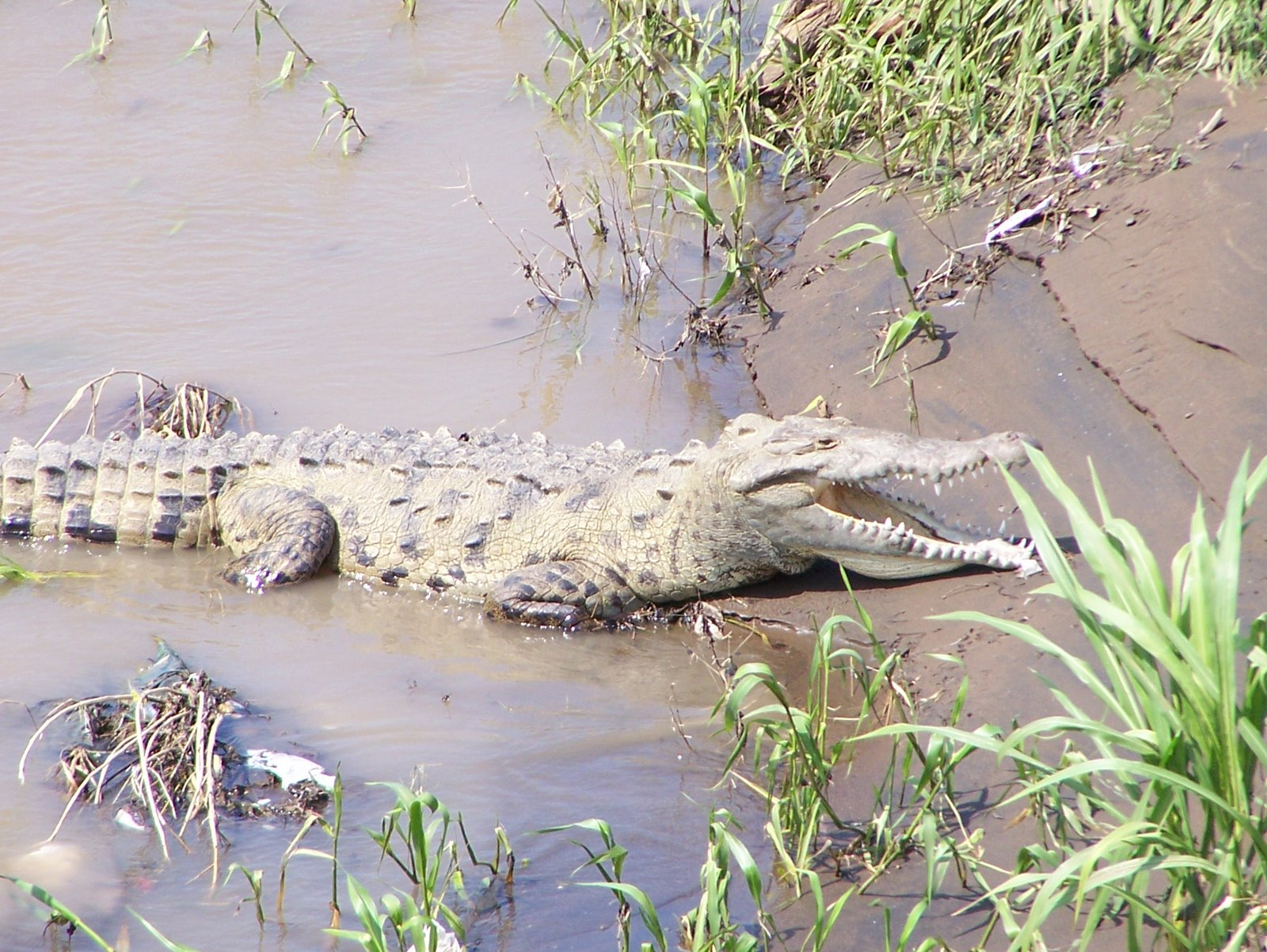

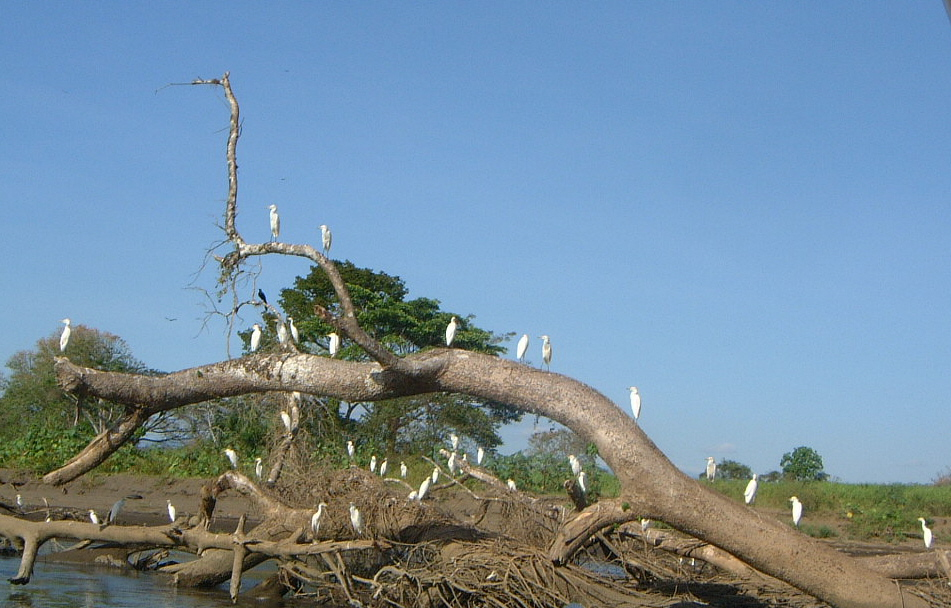

塔爾科萊斯河（西班牙語：Río Grande de Tárcoles）是哥斯達黎加的河流，位於蓬塔雷納斯省，河道全長111公里，流域面積2,121平方公里，最終注入尼科亞灣，該河受到中部城市的污水所污染。